# Эрнст II (герцог Швабии)
Эрнст II (нем. Ernst II) (ок. 1014 — 17 августа 1030) — герцог Швабии с 1015 по 1030 годы, представитель династии Бабенбергов.
Сын Эрнста I и пасынок императора Конрада II, с которым мать Эрнста II, Гизела, вступила во второй брак.
Неоднократно восставал против отчима и в 1030, за отказ помочь Конраду II в войне со своим опальным вассалом Вернером Тургауским, был лишен герцогства, после чего жил в замке Фалькенштейн в Шварцвальде разбоями и грабежами. Вскоре после этого Эрнст пал в бою. Его верность другу (Вернеру Тургаускому), против которого он не захотел воевать, позднее была прославлена в немецких народных преданиях, а его судьба получила сказочный облик в средневековой народной книге «Герцог Эрнст».